# Essenbach

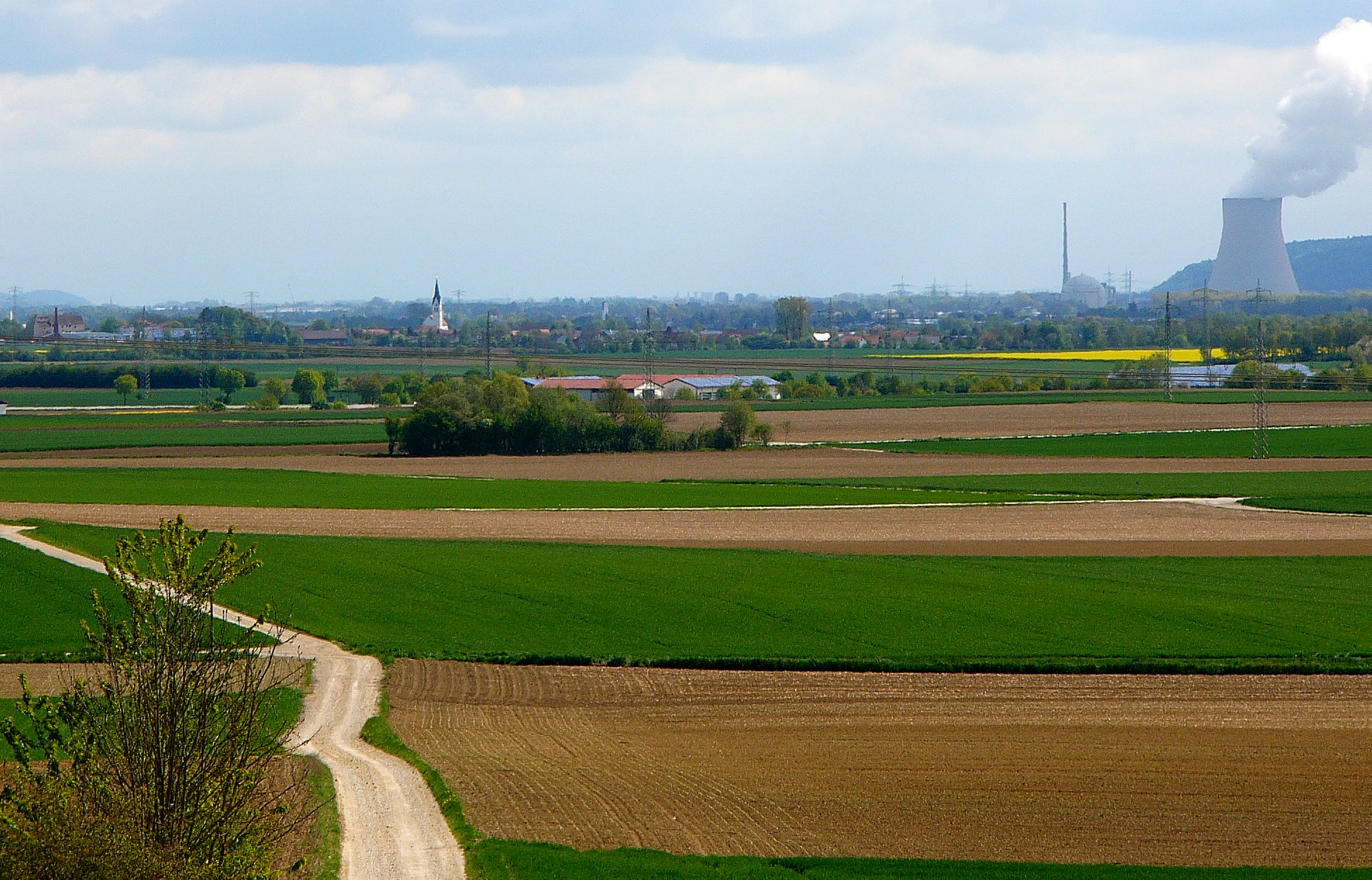
Altheim von Klosterholz aus gesehen

Essenbach ist eine Marktgemeinde im niederbayerischen Landkreis Landshut und seit 1. Mai 2025 Sitz der Landkreisverwaltung.

## Gemeindegliederung
Der Markt Essenbach weist auf seiner Internetseite eine Gliederung nach sechs Ortsteilen aus, die, mit einer Ausnahme (Wattenbach), wie die Gemarkungen heißen, wobei Martinshaun nicht zu diesen sechs Ortsteilen gehört. Die sechs Ortsteile mit Bevölkerung im Hauptwohnsitz zum 1. Juni 2024:
- Essenbach (3.664)
- Mirskofen (1.937)
- Altheim (1.896)
- Wattenbach (994)
- Ohu (2.866)
- Mettenbach (926)

Es gibt 31 Gemeindeteile geordnet nach Gemarkungen (früheren Gemeinden):
die Gemarkungen Altheim, Essenbach, Mettenbach, Mirskofen, Oberwattenbach, Ohu und Martinshaun (nur Gemarkungsteil 1).

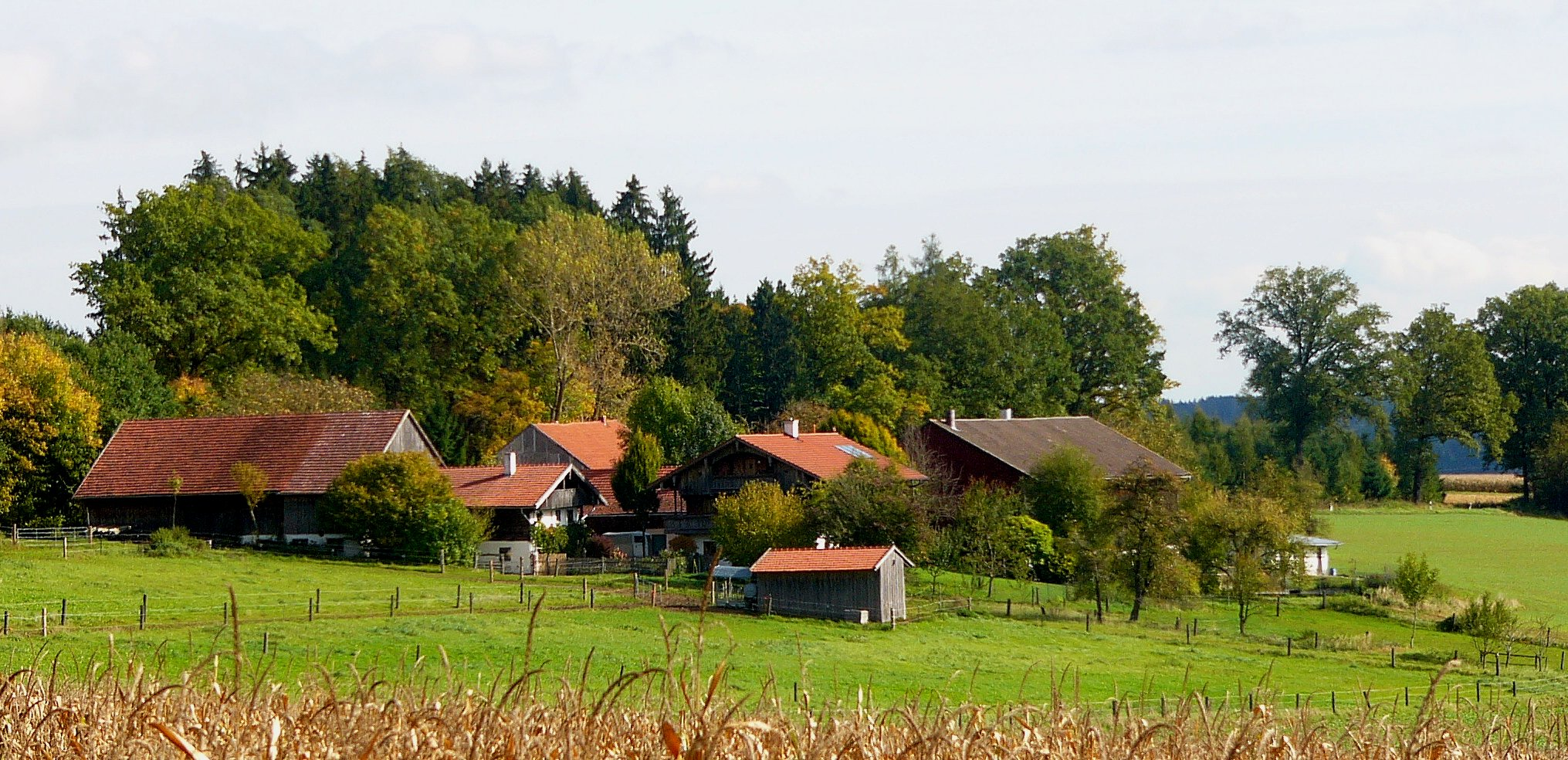
Blick auf Kreut

| Gemarkung Essenbach                   | Gemarkung Martinshaun                    | Gemarkung Altheim                                                   | Gemarkung Mirskofen                                                                             | Gemarkung Oberwattenbach                            | Gemarkung Mettenbach                                        | Gemarkung Ohu                            |
| ------------------------------------- | ---------------------------------------- | ------------------------------------------------------------------- | ----------------------------------------------------------------------------------------------- | --------------------------------------------------- | ----------------------------------------------------------- | ---------------------------------------- |
| - Essenbach - Sankt Wolfgang - Westen | - Hirnkofen - Oberunsbach - Unterunsbach | - Altheim - Duniwang - Holzen - Koislhof - Lengermühle - Oberholzen | - Mirskofen - Artlkofen - Bruckbach - Gaunkofen - Ginglkofen - Kreut - Pettenkofen - Steinmühle | - Oberwattenbach - Unterwattenbach - Wattenbacherau | - Mettenbach - Oberröhrenbach - Unterröhrenbach - Veitsberg | - Ohu - Gaden - Oberahrain - Unterahrain |

## Geschichte

### Bis zum 19. Jahrhundert
Die Gemarkung ist Siedlungsgebiet seit der Steinzeit; der Gemeindeteil Altheim ist Namensgeber einer neolithischen Kulturstufe, die ca. 3800–3400 v. Chr. in Süddeutschland verbreitet war (Altheimer Gruppe).
Für die Römerzeit ist auf dem Gebiet des namensgebenden Ortsteils eine Ziegelei nachgewiesen, auf dem Gebiet des Ortsteils Unterwattenbach weisen archäologische Funde auf eine weitere Ziegelei hin.
Aus aktuellen archäologischen Ausgrabungen ist ein Anwesen mit Hofbestattungen der ausgehenden Merowingerzeit (um 700 n. Chr.) bekannt.
Der Ortsname ist 928 als Ezinpah ersturkundlich genannt. Es liegt der althochdeutsche Personenname Etzo/Ezzo/Eso zugrunde.
Essenbach gehörte dem Freiherrn von Etzdorf. Der Ort war zwar Teil des Kurfürstentums Bayern, bildete aber eine geschlossene Hofmark. Im Zuge der Verwaltungsreformen in Bayern entstand mit dem Gemeindeedikt von 1818 die heutige Gemeinde. Das Herrschaftsgericht wurde im Jahr 1848 aufgelöst.

### Religionen
Pfarrämter (römisch-katholisch):
- Altheim, Dorfstraße 76, Pfarrkirche St. Peter
- Essenbach, Schulstraße 1, Pfarrkirche Mariä Himmelfahrt
- Mettenbach, Kirchplatz 2, Pfarrkirche St. Dionysius
- Mirskofen, Moosstraße 6, Pfarrkirche Mater Dolorosa
- Oberahrain, Landshuter Straße 4, Pfarrkirche St. Erhard
- Unterahrain, Kirchstraße 21, Pfarrkirche St. Josef

### Eingemeindungen
Bereits 1949 wurden die Orte Hirnkofen, Unterunsbach und Oberunsbach der damaligen nördlichen Nachbargemeinde Martinshaun in die Gemeinde Essenbach eingemeindet. Der verbleibende Hauptteil der Gemeinde Martinshaun kam am 1. Januar 1978 zu Ergoldsbach.
Im Rahmen der Gemeindegebietsreform wurden am 1. April 1971 die Gemeinden Altheim und Mirskofen eingegliedert. Am 1. Juli 1972 kam Oberwattenbach hinzu. Am 1. Mai 1978 folgten Mettenbach und Ohu.
Am 1. Januar 1980 wurde aus dem gemeindefreien Gebiet Untere Au ein Teil mit einer Fläche von 45,23 Hektar (rund ein Drittel des Gebiets) in die Gemarkung Ohu und in die Gemeinde Essenbach eingegliedert. Das verbleibende gemeindefreie Gebiet wurde zwei Jahre später aufgelöst und als Gemarkungsteil Ohu der Stadt Landshut zugeschlagen. Laut Karte handelt es sich dabei um einen Abschnitt der Isar mit Uferstreifen.

### Einwohner
Gemäß Bayerischem Landesamt für Statistik  haben sich die Einwohnerzahlen jeweils zum 31. Dezember eines Jahres wie folgt entwickelt:
| Stand | Einwohner |
| ----- | --------- |
| 1960  | 05.896    |
| 1970  | 06.254    |
| 1980  | 06.879    |
| 1990  | 08.245    |
| 1995  | 09.403    |
| 2000  | 10.393    |
| 2005  | 10.976    |

| Stand | Einwohner |
| ----- | --------- |
| 2006  | 11.027    |
| 2007  | 11.132    |
| 2008  | 11.166    |
| 2009  | 11.196    |
| 2010  | 11.207    |
| 2011  | 11.162    |
| 2012  | 11.335    |

| Stand | Einwohner |
| ----- | --------- |
| 2013  | 11.478    |
| 2014  | 11.547    |
| 2015  | 11.804    |
| 2016  | 11.899    |
| 2017  | 11.997    |
| 2018  | 12.027    |
| 2020  | 12.054    |

Seit 1972, dem Jahr der Gemeindereform, hat sich die Einwohnerzahl bis 2015 um 5402 Personen erhöht. Das entspricht einem Wachstum von 84,40 Prozent. In den letzten zehn (fünf) Jahren wuchs die Einwohnerzahl um 7,05 (5,75) Prozent.
Im Zeitraum 1988 bis 2018 stieg die Einwohnerzahl von 7.957 auf 12.027 um 4.070 Einwohner bzw. um 51,2 %.
| Alter         | Einwohner nach Alter |
| ------------- | -------------------- |
| jünger als 18 | 19,0 %               |
| 18 bis 29     | 13,9 %               |
| 30 bis 49     | 31,2 %               |
| 50 bis 64     | 20,4 %               |
| älter als 65  | 15,5 %               |

## Politik

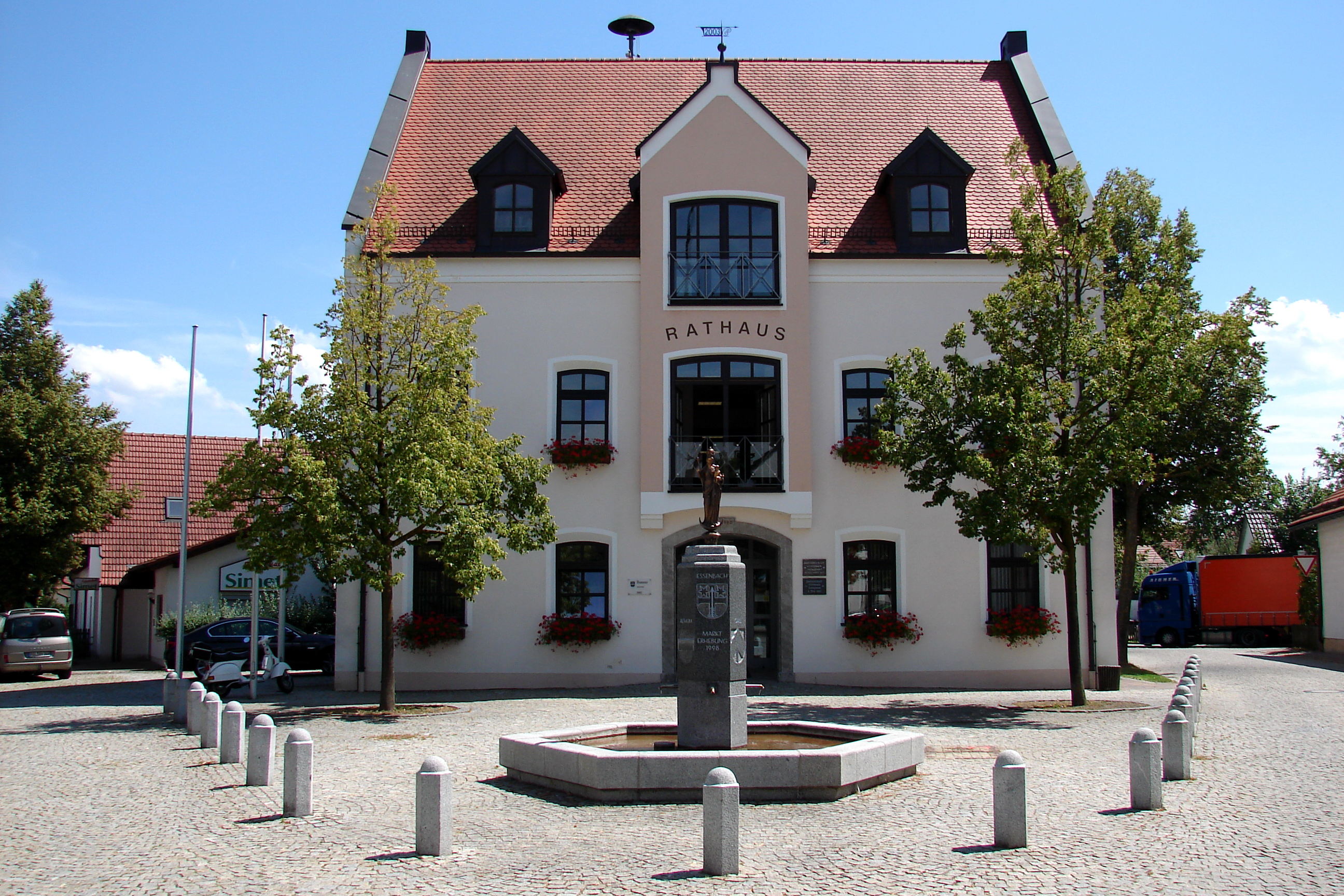
Rathaus von Essenbach

Acht Monate nach Kriegsende fanden am 27. Januar 1946 die ersten Kommunalwahlen (Gemeinderatswahlen) in den kreisangehörigen Gemeinden Bayerns statt. In den Monaten April und Mai 1946 folgten dann noch die ersten Wahlen der Bürgermeister, Landräte sowie Kreistage.
Die Gemeindesteuereinnahmen betrugen im Jahr 2020 umgerechnet ca. 14,2 Mio. Euro, davon betrugen die Gewerbesteuereinnahmen (netto) umgerechnet 3,8 Mio. Euro.
Der Markt ist Mitglied in folgenden Zweckverbänden:
- Regionaler Planungsverband Landshut
- Wasserzweckverband Mallersdorf
- Zweckverband zur Wasserversorgung der Isar-Gruppe I
- Zweckverband zur Wasserversorgung Rottenburger Gruppe Pattendorf

Außerdem nimmt sie teil am Dialogforum Ost-Süd-Umfahrung Landshut.
Die Gemeindeverwaltung erbringt 304 verschiedene behördliche Leistungen.

### Marktgemeinderat
| Partei/Liste | 2020  | 2020  | 2014  | 2014  | 2008  |
| Partei/Liste | %     | Sitze | %     | Sitze | Sitze |
| ------------ | ----- | ----- | ----- | ----- | ----- |
| CSU          | 37,94 | 9     | 36,67 | 9     | 8     |
| Freie Wähler | 34,68 | 9     | 30,46 | 7     | 10    |
| ÖDP          | 14,10 | 3     | 12,71 | 3     | 2     |
| SPD          | 13,28 | 3     | 16,01 | 4     | 3     |
| FDP          | –     | –     | 5,15  | 1     | 1     |

### Bürgermeister
Fritz Wittmann (Freie Wähler) war seit 1991 Bürgermeister und trat 2014 nicht zur Wiederwahl an. Die erste Runde der Kommunalwahl 2014 ergab keine absolute Mehrheit für einen der fünf Kandidaten. In der Stichwahl am 30. März 2014 wurde Dieter Neubauer (CSU) mit 77,4 Prozent der Stimmen zu seinem Nachfolger gewählt und 2020 mit 66,28 % der Stimmen im Amt bestätigt.
Erster Bürgermeister von Essenbach:
- Fritz Wittmann (1991–2014)
- Dieter Neubauer (seit 2014)

### Wappen
| Wappen von Essenbach | Blasonierung: „In Schwarz ein durchgehendes goldenes Tatzenkreuz, dem ein senkrecht stehender blauer Pfeil aufgelegt ist; in den oberen Winkeln je ein sechsstrahliger goldener Stern.“ |
| Wappen von Essenbach | Wappenbegründung: Tatzenkreuz, Pfeil und Sterne sind dem Wappen der Herren von Leyden entnommen, die von 1688 bis 1797 Inhaber der Hofmark Essenbach waren. Das Gebiet der früheren Gemeinde unterstand größtenteils dieser Hofmark, die als Patrimonialgericht bis 1848 Bestand hatte. Das Wappen wurde nach der beträchtlichen Vergrößerung durch die Eingemeindung der früher selbstständigen Gemeinden Altheim, Mirskofen (1971), Oberwattenbach (1972), Mettenbach und Ohu (1978) unverändert weitergeführt. Dieses Wappen wird seit 1969 geführt. |

### Gemeindepartnerschaften
Partnerschaften bestehen mit:
- Frankreich: Savigneux (Loire) (seit 1997)
- Italien: Savignano Irpino (seit 2005)

## Kultur und Sehenswürdigkeiten
Das im Heimathaus untergebrachte Archäologische Museum zeigt zahlreiche ur- und frühgeschichtliche Funde aus dem Gemeindegebiet.
Die ESKARA (Essenbacher Sport- und Kulturarena) weist jährlich 60.000 Besucher bei verschiedensten Sport-, Kabarett-, Musik- und anderen Kulturveranstaltungen auf.

## Wirtschaft und Infrastruktur
Im Jahr 2020 gab es nach der amtlichen Statistik im produzierenden Gewerbe 3144, im Bereich Handel und Verkehr 1047 sowie in sonstigen Wirtschaftsbereichen weitere 855 sozialversicherungspflichtig Beschäftigte am Arbeitsort. Sozialversicherungspflichtig Beschäftigte am Wohnort gab es insgesamt 5405. Im verarbeitenden Gewerbe (sowie Bergbau und Gewinnung von Steinen und Erden) gab es 16 Betrieb, im Bauhauptgewerbe 13 Betriebe. In den Industrie- und Gewerbegebieten in Essenbach, Altheim und Ohu haben sich zahlreiche renommierte Betriebe angesiedelt. Es gibt ein umfangreiches Nahversorgungsangebot vor allem in Essenbach und in Altheim an der AS Landshut/Essenbach.
In Folge einer entsprechenden Bewertung seiner Wirtschaftskraft wurden dem Markt Essenbach – wie bereits von 2015 bis 2019 – auch für das Jahr 2020 vom Freistaat Bayern keine Schlüsselzuweisungen zugeteilt.
| Zuweisungen an  | Jahr | Jahr | Jahr | Jahr | Jahr | Jahr |
| Zuweisungen an  | 2015 | 2016 | 2017 | 2018 | 2019 | 2020 |
| --------------- | ---- | ---- | ---- | ---- | ---- | ---- |
| Markt Essenbach | 0    | 0    | 0    | 0    | 0    | 0    |

### Land- und Forstwirtschaft
2020 gab es in der Land- und Forstwirtschaft 138 sozialversicherungspflichtig Beschäftigte am Arbeitsort. Im Jahr 2016 betrug die landwirtschaftlich genutzte Fläche 4854 ha. Davon waren 4618 ha Ackerfläche und 233 ha Dauergrünfläche.
Bestanden im Jahr 1999 noch 191 landwirtschaftliche Betriebe, ging deren Zahl bis 2020 auf 126 zurück.
| Betriebsgröße in ha | Anzahl der Betriebe | Anzahl der Betriebe | Anzahl der Betriebe |
| Betriebsgröße in ha | 1999                | 2010                | 2020                |
| ------------------- | ------------------- | ------------------- | ------------------- |
| unter 5             | 32                  | 2                   | 21                  |
| 5 bis unter 10      | 25                  | 15                  | 11                  |
| 10 bis unter 20     | 47                  | 30                  | 26                  |
| 20 bis unter 50     | 47                  | 39                  | 33                  |
| 50 oder mehr        | 40                  | 42                  | 35                  |
| Gesamt              | 191                 | 128                 | 126                 |

### Breitbandversorgung
2013 begann die Gemeinde alle Haushalte an ein FTTH (Fibre To The Home) Glasfasernetz anzuschließen. Hierbei kooperieren KME, die Betreibergesellschaft des Marktes, und der Münchner Telekommunikationsanbieter M-net. Im Rahmen der Richtlinie zur Förderung des Aufbaus von Hochgeschwindigkeitsnetzen im Freistaat Bayern vom 10. Juli 2014 steht den Gemeinden ein Förderbetrag von mindestens 500.000 Euro und maximal 950.000 Euro zur Verfügung; für Essenbach beträgt dieser bis zu 810.000 Euro.

### Bauen und Wohnen
| Gemeindeteil         | Wohnbauflächen ausgewiesene Baugebiete | unbeplanter Innenbereich | ausgewiesene gewerbliche Bauflächen | Ackerland |
| -------------------- | -------------------------------------- | ------------------------ | ----------------------------------- | --------- |
| Essenbach            | 135 €                                  | 135 €                    | 50 €                                | 7,50 €    |
| Mirskofen            | 160 €                                  | 160 €                    |                                     | 7 €       |
| Mirskofen            | 130 € BP Mirskofen-Süd I+II            | 160 €                    |                                     | 7 €       |
| Altheim              | 120 €                                  | 120 €                    | 60 €                                | 7,50 €    |
| Mettenbach           | 100 €                                  | 65 €                     |                                     | 6 €       |
| Mettenbach           | 70 € BP Stöcklberg                     | 65 €                     |                                     | 6 €       |
| Ohu                  | 110 €                                  | 110 €                    | 60 €                                | 6 €       |
| Oberahrain           | 105 €                                  | 105 €                    | 60 €                                | 6 €       |
| Unterahrain          | 90 €                                   | 90 €                     |                                     | 6 €       |
| Unterwattenbach      | 110 €                                  | 80 €                     |                                     | 6 €       |
| Oberwattenbach       | 60 €                                   | 60 €                     |                                     | 6 €       |
| Unterunsbach         |                                        | 70 €                     |                                     | 6 €       |
| Oberröhrenbach       |                                        | 45 €                     |                                     | 6 €       |
| Artlkofen/ Bruckbach |                                        | 40 €                     |                                     | 6 €       |

### Energie
Heute (Stand: 21. Februar 2014) liegt der Stromverbrauch im Markt Essenbach bei etwa 81.422 MWh/Jahr. Dem stehen etwa 25.219 MWh/Jahr auf dem Gebiet des Marktes produzierten Stromes aus regenerativen Energiequellen (erfasst über das EEG – Erneuerbare Energien Gesetz) entgegen. Damit liegt der Anteil an Strom aus erneuerbaren Energien bei 31 % (Zum Vergleich: Im Landkreis Landshut beträgt dieser Anteil 43 %.). Der größte Zubau fand in den Jahren 2008 bis 2013 statt.

#### Stromnetze

##### Ersatzneubau Altheim – Sankt Peter
Auf dem Gebiet der Gemeinde befindet sich das Umspannwerk Altheim. Im Juli 2013 ist das Bundesbedarfsplangesetz in Kraft getreten. Als Vorhaben Nr. 32 ist der Ersatzneubau der bestehenden 220-kV-Leitung von Altheim nach St. Peter an der österreichischen Landesgrenze als 380-kV-Leitung vorgesehen. Vorhabenträger ist der Netzbetreiber TenneT. Ziel der Maßnahme ist die Erhöhung der Kuppelkapazität zwischen Deutschland und Österreich. Ende 2013 wurde der Genehmigungsantrag für das erste sieben Kilometer lange Teilstück vom Umspannwerk Altheim nach Adlkofen gestellt. Das Planfeststellungsverfahren hierfür wurde im Januar 2014 offiziell eröffnet. Auf seiner Sitzung am 24. Juni 2014 hat der Gemeinderat dem Neubau der hierfür notwendigen 380-kV-Schaltanlage sowie dem anschließenden Rückbau der 220-kV-Schaltanlage des Umspannwerks Altheim zugestimmt. Der Ersatzneubau des nördlich des Umspannwerks gelegenen Abschnitts zwischen Raitersaich und Altheim erfolgt im Projekt Juraleitung der TenneT mit der BBPlG-Nummer 41.

##### Südostlink
Das Gemeindegebiet ist ebenso von den Planungen einer Hochspannungs-Gleichstrom-Übertragungsleitung – Südostlink genannt – betroffen. Im Oktober 2019 befand sich das Verfahren in der Bundesfachplanung.

#### Biomasse
Zirka 5.492 MWh/Jahr werden in vier Biomasseanlagen auf dem Gebiet des Marktes Essenbacherzeugt. Zwei der Biogasanlagen befinden sich in:
- Ahrain – 546 kWelektrisch und 182 kWelektrisch.

#### Photovoltaik
Fast 19.218 MWh/Jahr Solarstrom werden auf dem Gebiet des Marktes Essenbach mit 799 Anlagen auf Dächern von privaten wie gewerblich oder landwirtschaftlich genutzten Gebäuden produziert. Die installierte elektrische Leistung beträgt knapp 19 MWpeak. Größter Betreiber ist Stand 2016 mit insgesamt vier Freiflächenanlagen die BürgerEnergie Essenbach e. G. (BEE) mit knapp 8 MWpeak.

#### Windkraft
Zirka 10 MWh/Jahr werden in einer Windkraftanlage auf dem Gebiet des Marktes Essenbach erzeugt.

Mit Bescheid vom 13. Januar 2014 wurde von der Regierung von Niederbayern die Sechste Verordnung zur Änderung des Regionalplans Landshut für verbindlich erklärt, die die Verfügbarkeit von Flächen für die Windkraft regelt. Diese sieht weder Vorranggebiete noch Vorbehaltsgebiete für den Markt Essenbach vor. Da Potenzial für die Errichtung von Windkraftanlagen gesehen wird, befand sich der Markt Stand 2013 im Verfahren zur Änderung des Flächennutzungsplanes, um Konzentrationszonen für die Windkraftnutzung auszuweisen. Fünf größere Bereiche mit zusammen 598 ha Fläche sind als potentielle Flächen für die Windkraftnutzung im Entwurf vom 18. März 2014 zur Änderung des Flächennutzungsplans Essenbach enthalten. Auf seiner Sitzung am 24. Juni 2014 beschloss der Gemeinderat in einer fünften Abwägung zum Entwurf dieses Flächennutzungsplanes die bisher vorgesehenen Flächen für Windkraftenergieanlagen durch die Änderung der Abstände für den Außen- (bisher 500 nun 800 m) und Innenbereich (bisher 800 nun 1000 m) von 598 ha auf 330 ha zu reduzieren. Mit der fünften Auslegung und siebten Änderung hat dieser Plan-Reife erlangt. Mit der sechsten Abwägung beschloss der Gemeinderat Mitte November den Flächennutzungsplan mit einer Fläche von 325 Hektar und Abstandsflächen von 750 m zu Gewerbeansiedlungen, 800 m im Außenbereich, 1000 Meter zum Dorf-Mischgebiet sowie 1050 m zu Wohngebieten.
Eine Machbarkeitsstudie zur Realisierung eines Windparks zur Versorgung von bis zu 18.000 Haushalten mit elektrischem Strom mit acht bis zu 200 m hohen Windrädern zwischen Bruckbach (Gemeinde Essenbach) und Weihenstephan (Gemeinde Hohenthann) ist abgeschlossen und liegt Stand Juni 2014 zur Einsichtnahme in den Gemeinden Ergolding und Essenbach auf. Zudem gab es eine Planung für eine Kleinwindkraftanlage außerhalb der Konzentrationszonen, welcher aber im September das gemeindliche Einvernehmen verweigert wurde.
Es gibt eine Bürgerinitiative gegen Windkraftanlagen.

#### Wasserkraft
Zirka 497 MWh/Jahr (erfasst über das EEG – Erneuerbare Energien Gesetz) werden in drei Wasserkraftanlagen auf dem Gebiet des Marktes Essenbach erzeugt. Die Wasserkraftanlagen befinden sich in:
- Ahrain – 45 kWelektrisch, 38 kWelektrisch und
- Ohu – 60 kWelektrisch.

Darüber hinaus gibt es noch das Wasserkraftwerk Niederaichbach, flussaufwärts bei Altheim liegt ein weiteres Wasserkraftwerk.

#### Kernkraft
Auf dem Gemeindegebiet befindet sich mit seinen beiden Blöcken das Kernkraftwerk Isar. Am 30. Juni 2011 verlor Block 1 die Berechtigung zum Leistungsbetrieb und ist im sogenannten Stillstandsbetrieb. 2012 wurde vom Betreiber E.ON der Rückbau des Kraftwerks beantragt und seit 17. März 2014 läuft hierzu das Umweltverträglichkeitsprüfungsverfahren zur Stilllegung.  Der Leistungsbetrieb von Block 2 wurde am 15. April 2023 um 23:52 Uhr beendet.

### Verkehr

#### Fernverkehr
Zwischen Ergolding und Altheim liegt zirka 3,5 Kilometer südwestlich von Essenbach der Autobahnanschluss „Landshut/Essenbach“ mit der A 92, der über die Bundesstraße 15 nach und durch den Ort Essenbach hindurchführt. Die A 92 bietet in nordöstlicher Richtung Anbindung an die A 3 und in südöstlicher Richtung an den Autobahnring München.
Mit der Verkehrsfreigabe des Bauabschnitts von Ergoldsbach nach Essenbach am 20. November 2019 wird die Bundesstraße 15 neu vierspurig und planfrei eine durchgängige Verkehrsverbindung von der Anschlussstelle Saalhaupt an der A 93 bis zur Ausfahrt an der Staatsstraße 2141 bei Essenbach ermöglichen. Die A 93 führt in nördlicher Richtung über Regensburg nach Hof (Saale) und in südwestlicher Richtung mündet sie in die A 9.
Um den Verkehr von der B 15 neu an die A 92 anzubinden, wird dieser zunächst an der Anschlussstelle bei Essenbach auf die Staatsstraße 2141 ausgeleitet und weiter auf die LA 7 geführt. Die Anbindung an die A 92 erfolgt im Bereich der Brücke der LA 7 über die A 92, die die Ortsteile Essenbach und Ohu miteinander verbindet. Dieser Anschluss liegt etwa 2,5 Kilometer südöstlich von Essenbach.
Die direkte Anbindung der B 15 neu an die A 92 wird voraussichtlich im Jahr 2025 erfolgen. Ein Planfeststellungsverfahren im Rahmen der Ost-Süd-Umfahrung Landshut für einen Weiterbau der B 15 neu über die Isar bis zur Kreisstraße LA 14 s war 2019 in Vorbereitung.

#### Nah- und Regionalverkehr

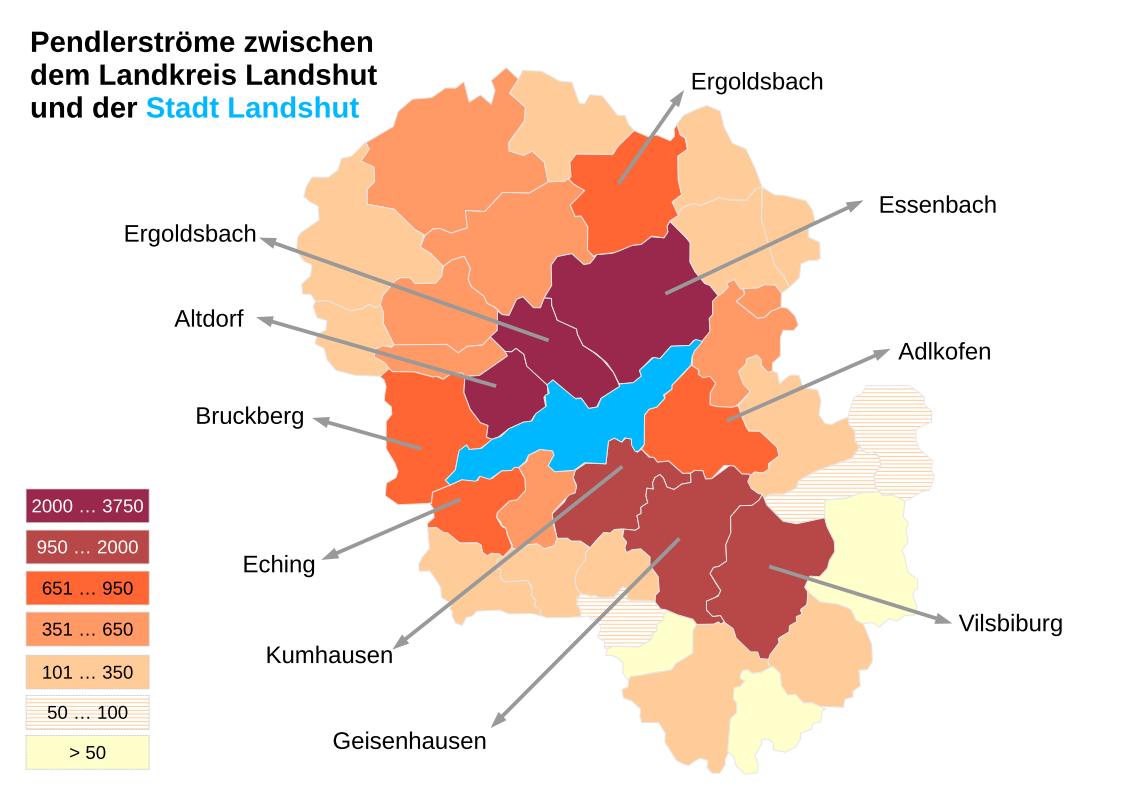
Darstellung der Pendlerströme aus den Gemeinden des Landkreises Landshut in die Stadt Landshut und umgekehrt. Stand: 30. Juni 2016

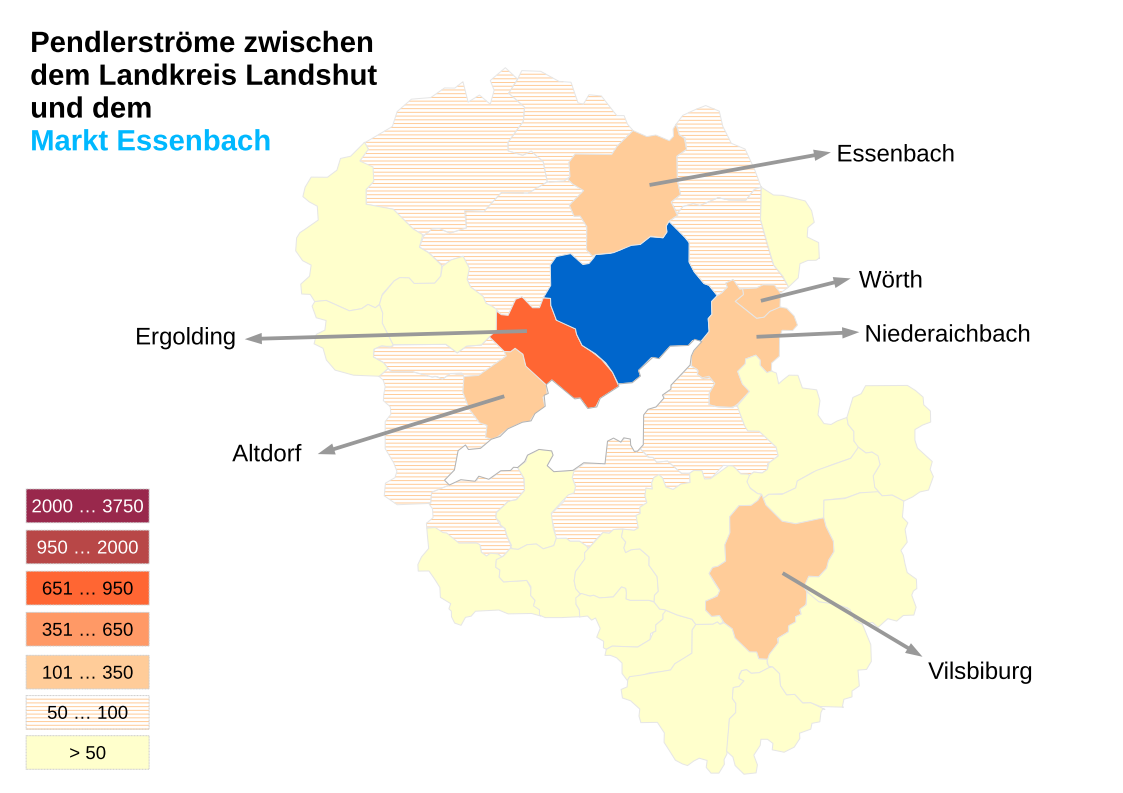
Darstellung der Pendlerströme aus den Gemeinden des Landkreises Landshut in den Markt Essenbach und umgekehrt. Stand: 30. Juni 2016

Essenbach ist eines von mehreren Wirtschaftszentren des Landkreises Landshut. Entsprechend weist Essenbach einen hohen Pendlerverkehr auf (siehe Grafiken). In Bezug auf die Landkreisgemeinden besteht der stärkste Pendlerverkehr zwischen Essenbach und Ergolding. Starke Pendlerverkehre bestehen auch mit den beiden direkt an Essenbach angrenzenden Gemeinden Ergoldsbach und Niederaichbach sowie Altdorf, Wörth und Vilsbiburg. Weitaus stärker ist aber der Pendlerverkehr zwischen Essenbach und der Stadt Landshut ausgeprägt.
Die ehemalige Isartal-Bundesstraße 11 und heutige Staatsstraße St 2074, die die Ortschaften Ohu, Oberahrain und Unterahrain durchzieht, führt über Essenbacher Gemeindegebiet. Zudem führen die Kreisstraßen LA 6, LA 7, LA 10 und LA 22 über das Gemeindegebiet. Die Staatsstraße Staatsstraße St 2141 (Verbindungsachse Landshut-Straubing) verbindet Essenbach und Oberwattenbach.

#### Schienenverkehr
Durch den Markt Essenbach führen die Bahnstrecken München–Regensburg und Landshut–Bayerisch Eisenstein. Die früheren Bahnstationen Mirskofen (München–Regensburg), Altheim (Landshut–Bayerisch Eisenstein) und Ahrain (Landshut–Bayerisch Eisenstein) wurden inzwischen alle geschlossen. Der Hauptort Essenbach war nie an das Eisenbahnnetz angebunden.

### Bildung
Im Jahr 2021 gab es folgende Einrichtungen:
- sieben Kindertageseinrichtungen: 678 genehmigte Plätze mit 587 betreuten Kindern
- drei Grund- sowie Mittel-/Hauptschulen: 42 Lehrkräfte, 604 Schüler in 28 Klassen

## Vereine
Essenbach verzeichnet über 80 verschiedenen Vereine, Clubs und Gruppen.

## Söhne und Töchter der Gemeinde
- Andreas Buchner (1776–1854), Theologe, Historiker und klassischer Philologe
- Erasmus von Handel (1860–1928), österreichischer Beamter und Politiker
- Josef Neumeier (1934–2020), Politiker (CSU), Lehrer, Bürgermeister von Essenbach, von 1991 bis 2002 Landrat des Landkreises Landshut.